# Roberto Szidon
Roberto Szidon (Porto Alegre, 21 settembre 1941 – Düsseldorf, 21 dicembre 2011) è stato un pianista classico brasiliano.

## Biografia
Roberto Szidon nacque a Porto Alegre, in Brasile, nel 1941.

### Carriera
Studiò composizione con Karl Faust e pianoforte con Ilona Kabos, Arthur Rubinstein, Feljcia Blumenthal e Claudio Arrau. Debuttò all'età di nove anni nella città natale, dove, il 6 settembre 1972, prese parte come solista alla prima esecuzione assoluta del Concerto per pianoforte n.4 di Mozart Camargo Guarnieri.
Fu docente di pianoforte presso le Università di Hannover e Düsseldorf. Tra i suoi allievi vi sono l'italiano Igor Cognolato, il greco Erato Alakiozidou e il tedesco Tobias Koch.
In ambito discografico, Szidon fu autore di una registrazione completa delle sonate per pianoforte e della Fantasia in si minore di Alekandr Scrjabin, di un integrale delle Rapsodie ungheresi di Franz Liszt e di una registrazione della seconda sonata di Charles Ives.

### Morte
Morì a Düsseldorf nel dicembre 2011, all'età di 70 anni.